# Iro Haarla

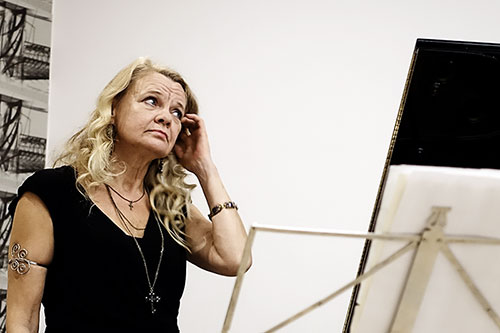
Iro Haarla (2014)

Iro Helena Maaria Haarla (* 7. November 1956 in Tampere) ist eine finnische Jazzmusikerin (Piano, Harfe, Koto, Akkordeon, Keyboards und Komposition).

## Leben und Wirken
Haarla ist die Witwe des 1999 verstorbenen Schlagzeugers und Bandleaders Edward Vesala. Sie studierte klassisches Piano, Komposition und Improvisation an der Sibelius-Akademie. Dort lernte sie 1978 Vesala kennen und stellte ihre eigene Karriere als Konzertpianistin zugunsten der des Partners zurück; sie wirkte u. a. auf dessen Album Lumi mit, arrangierte für ihn und war an einigen von Vesalas Kompositionen beteiligt. Ein Duoprojekt mit Vesalas Saxophonist Pepa Päivinen (Yara Yara, 2001) wurde noch durch ihn angeregt.
1999 gründete sie mit dem Bassisten Ulf Krokfors und dem Saxophonisten Rasmus Korsström ein Trio; als Ergebnis erschien 2003 das Album Heart of a Bird auf dem Label TUM. Mit Krokfors bildete sie dann das Improvisationsensemble Loco Motife, dessen Album Penguin Beguine 2005 erschien. 2004 nahm sie in Oslo für das Label ECM das Album Northbound auf, an dem Krokfors, der Trompeter Mathias Eick, der Saxophonist Trygve Seim und der Schlagzeuger Jon Christensen mitwirkten. Auch nahm sie mit dem UMO Jazz Orchestra auf (The Sky Is Ruby ).
2009 ging Iro Haarla mit ihrem neuen Quintett, dem Verneri Pohjola (Trompete), Kari “Sonny” Heinla (Saxophon), Reino Laine (Schlagzeug) und wieder der Bassist Ulf Krokfors angehören, auf Nordamerika-Tournee. Sie wurde mit finnischen Musikpreisen wie dem Jazz Emma und dem Georgie Award der Finnischen Jazzföderation ausgezeichnet.

## Diskographische Hinweise
- Heart of a Bird (TUM, 2003)
- Penguin Benguine (TUM, 2004, mit Mikko Innanen, Rasmus Korsström,  Antti Hytti, Mikko Iivanainen, Anders Bergcrantz)
- Northbound (ECM, 2004)
- Vespers (ECM, 2010)
- Kolibri (TUM, 2010)
- Iro Haarla, Ulf Krokfors & Barry Altschul: Around Again (TUM, 2015)
- Ante Lucem (ECM, 2016, mit dem NorrlandsOperans Symfoniorkester, Dirigent: Jukka Iisakkila)
- Around Again – The Music of Carla Bley (ECM, 2019), mit Ulf Krokfors, Barry Altschul